# Lijst van voetbalinterlands Albanië - Luxemburg
Deze lijst van voetbalinterlands is een overzicht van alle officiële voetbalwedstrijden tussen de nationale teams van Albanië en Luxemburg. De landen hebben tot op heden zeven keer tegen elkaar gespeeld. De eerste ontmoeting, een vriendschappelijke wedstrijd, werd gespeeld in Hesperange op 13 februari 2002. Het laatste duel, eveneens een vriendschappelijke wedstrijd, vond plaats op 4 juni 2017 in Luxemburg.

## Wedstrijden
| № | Plaats     | Datum            | Competitie           | Wedstrijd           | Uitslag |
| - | ---------- | ---------------- | -------------------- | ------------------- | ------- |
| 1 | Hesperange | 13 februari 2002 | Vriendschappelijk    | Luxemburg − Albanië | 0 − 0   |
| 2 | Tirana     | 2 juni 2007      | EK 2008 kwalificatie | Albanië − Luxemburg | 2 − 0   |
| 3 | Luxemburg  | 6 juni 2007      | EK 2008 kwalificatie | Luxemburg − Albanië | 0 − 3   |
| 4 | Tirana     | 7 september 2010 | EK 2012 kwalificatie | Albanië − Luxemburg | 1 − 0   |
| 5 | Luxemburg  | 6 september 2011 | EK 2012 kwalificatie | Luxemburg − Albanië | 2 − 1   |
| 6 | Luxemburg  | 29 maart 2016    | Vriendschappelijk    | Luxemburg − Albanië | 0 − 2   |
| 7 | Luxemburg  | 4 juni 2017      | Vriendschappelijk    | Luxemburg − Albanië | 2 − 1   |

## Samenvatting
| Competitie        | Totaal gespeeld | Winst Albanië | Gelijk | Winst Luxemburg | Doelsaldo Albanië – Luxemburg |
| ----------------- | --------------- | ------------- | ------ | --------------- | ----------------------------- |
| EK-kwalificatie   | 4               | 3             | 0      | 1               | 7 − 2                         |
| Vriendschappelijk | 3               | 1             | 1      | 1               | 3 − 2                         |
| Totaal            | 7               | 4             | 1      | 2               | 10 − 4                        |

Wedstrijden bepaald door strafschoppen worden, in lijn met de FIFA, als een gelijkspel gerekend.

## Details

### Zevende ontmoeting
| Vriendschappelijk (Luxemburg, Luxemburg, 4 juni 2017):           |       |                 |
| Luxemburg                                                        | 2 – 1 | Albanië         |
| David Turpel 63' Kevin Malget 74'                                | goals | 52' Odise Roshi |
| - Debuut van Jan Ostrowski (Eintracht Frankfurt) voor Luxemburg. |       |                 |